# Laguna de Paltama
Laguna de Paltama es un caserío peruano ubicado en el distrito de Huarmaca, perteneciente a la provincia de Huancabamba del departamento de Piura, al norte del Perú. 

## Ubicación
Laguna de Paltama se ubica al suroeste de la provincia de Huancabamba, en el distrito de Huarmaca, en el departamento de Piura.

## Demografía
En 2017 Laguna de Paltama tenía una población de 153 habitantes.
| Gráfica de evolución demográfica de Laguna de Paltama entre 1993 y 2017 |
|                                                                         |
| Fuentes: Población 1993 y 2017                                          |